# Villahoz
Villahoz – gmina w Hiszpanii, w prowincji Burgos, w Kastylii i León, o powierzchni 50,53 km². W 2011 roku gmina liczyła 351 mieszkańców.